# Corinna inermis
Corinna inermis is een spinnensoort uit de familie van de loopspinnen (Corinnidae).
De wetenschappelijke naam van de soort werd in 1880 als Hypsinotus inermis gepubliceerd door Philip Bertkau.